# Cevallia sinuata
Cevallia sinuata ist eine Pflanzenart aus der Familie der Blumennesselgewächse (Loasaceae) und die einzige Art ihrer Gattung. Der Gattungsname ehrt den spanischen Diplomaten und Politiker Pedro Ceballos Guerra (1759–1839).

## Beschreibung
Cevallia sinuata ist ein Halbstrauch, der mit stechenden, nicht aber nesselnden Haaren besetzt ist. Die Haare sind an der Spitze mit zwei Haken versehen. Die Blattspreiten stehen wechselständig, sind schmal eiförmig und am Rand gebuchtet.
Die Blütenstände sind endständig thyrsenähnlich, typischerweise mit einem Dichasium ganz außen und zusätzlich einer monochasialen oder dichasialen, stark zusammengezogenen Parakladie. Die Blüten sind fünfzählig und annähernd ungestielt, je Blüte finden sich zwei linealische Tragblätter. Die Kelchlappen und die Kronblätter sind von gleicher Form und Größe, bis zum Ansatz hin unverwachsen, weißlich und häutig. Das Konnektiv der vor den Kelchblättern stehenden Staubfäden ist stark verlängert, an seinem Ende steht ein keulenförmiger Auswuchs, Staminodien fehlen.
Die Frucht ist eine eiförmige Kapsel, auf ihr sitzt der Kelch, der auch nach der Blüte erhalten bleibt.
Die Chromosomenzahl beträgt n=13.

## Verbreitung
Cevallia sinuata ist in den Wüsten der südwestlichen USA und des nördlichen Mexikos zu finden.

## Systematik
Die Art wird in die Unterfamilie Gronovioideae eingeordnet. Erstbeschrieben wurde sie 1805 durch Mariano Lagasca y Segura.

## Nachweise
- Maximilian Weigend: Loasaceae. In: Klaus Kubitzki (Hrsg.): The Families and Genera of Vascular Plants. Volume 6: Flowering Plants, Dicotyledons: Celastrales, Oxalidales, Rosales, Cornales, Ericales. Springer, Berlin / Heidelberg / New York 2004, ISBN 3-540-06512-1, S. 248 (englisch, eingeschränkte Vorschau in der Google-Buchsuche).
- Maximilian Weigend: Familial and generic classification. Online, Zugriff am 27. August 2024